# پائولو زامبونی
پائولو زامبونی (ایتالیایی: Paolo Zamboni؛ زادهٔ ۲۵ مارس ۱۹۵۷) یک پزشک ایتالیایی است که مدعی است طی یک پژوهش غیر کور اولیه، کشف کرده‌است که در ۹۰٪ مبتلایان به ام‌اس، اختلالاتی در سیاهرگ‌های تخلیه‌کنندهٔ مغز نظیر تنگی و نقایص دریچه‌ای وجود دارد. او همچنین متوجه شده که رسوبات آهنی فراوان در مغز به‌وجود می‌آید که علت آن محدود شدنِ جریان خون است.
طبق اظهار زامبونی علائم ام‌اس در همسر او و همچنین ۷۳٪ از بیمارانش به‌دنبال جراحی عروق و بازکردن این سیاهرگ‌ها برطرف شد.
زامبونی این اختلال عروقی را «نارسایی مزمن وریدهای مغزی-نخاعی» (CCSVI) نام نهاده‌است.
این نظریه بسیار بحث‌برانگیز و مورد مشاجره است. «انجمن ملی ام‌اس» در آمریکا اعلام نموده‌است با آنکه «شواهد کافی برای اثبات اثر انسدادی وریدها بر ایجاد ام‌اس وجود ندارد»، اما «فرضیه زامبونی دربارهٔ CCSVI و راه‌های ترمیم آن مسیری است که می‌بایست بیشتر درباره‌اش وارسی و کاوش نمود و ما از طریق پرداخت هزینه‌های پژوهشی آن را حمایت خواهیم کرد». از سال ۲۰۱۰ تا کنون، پژوهش‌های بیشتری انجام شده که نظریهٔ زامبونی را مورد بحث و جدل و دودلی قرار می‌دهد.
در ۲۸ نوامبر ۲۰۱۷ میلادی زامبونی پذیرفت که با توجه به نتایج کارآزمایی‌های تصادفی کنترل‌شده دوسویه کور، درمان‌های او تا حد زیادی بی‌تأثیر است.